# Hand Sown ... Home Grown
Hand Sown … Home Grow — дебютный сольный студийный альбом американской певицы Линды Ронстадт, вышедший в марте 1969 года на лейбле Capitol Records. Продюсером альбома выступил Чип Дуглас из группы Turtles. На альбоме Ронстадт решительно отвернулась от фолк-музыки группы Stone Poneys в сторону кантри и рока. Среди прочего, в Hand Sown… вошли кавер-версии песен Боба Дилана, Рэнди Ньюмана и Фреда Нила, а также песня, написанная коллегой по Stone Poney Кенни Эдвардсом, который продолжал выступать в её группе на протяжении 1970-х годов.
| Оценки критиков | Оценки критиков |
| Источник        | Оценка          |
| --------------- | --------------- |
| AllMusic        | [ 1 ]           |
| Rolling Stone   | (favorable)     |

## История
Альбом оказался коммерчески неудачным и не вошёл в альбомный чарт Billboard. До выхода её следующего альбома было продано менее 10 000 экземпляров. Один сингл с этого альбома появился в чарте Hot 100 Pop Singles журнала Billboard с запозданием в 1971 году, после выхода следующего альбома Ронстадт, Silk Purse. Песня Эдвардса «The Long Way Around» стала би-сайдом к синглу «(She’s A) Very Lovely Woman». Эта песня впоследствии не вошла в альбом и была выпущена на CD только в 2009 году. Двусторонний сингл достиг максимума на #70-м месте в 1971 году Обе песни также попали в чарт синглов Cash Box.
Несмотря на отсутствие успеха в чартах, альбом Hand Sown… помог Ронстадт получить известность на телевидении в специальных программах и на живых выступлениях, в том числе в июне 1969 года на шоу Джонни Кэша, где она исполнила песню «Only Mama That’ll Walk the Line» почти за год до того, как её автор, Уэйлон Дженнингс, исполнил свою версию в той же серии. Особого внимания заслуживает её исполнение одной из песен Hand Sown, кавер-версии кантри-стандарта «Only Daddy That’ll Walk the Line», переименованной в «Only Mama…», 3 октября 1970 года на фестивале Big Sur Folk Festival в Монтерее, Калифорния.
Альбом Hand Sown … Home Grown содержит раннюю версию песни «Silver Threads and Golden Needles», кавер-версии хита 1962 года группы The Springfields. Ронстадт запишет песню ещё раз для альбома Don’t Cry Now 1973 года, получившего золотой сертификат, сингл с которого в начале 1974 года войдёт в первую двадцатку чарта Billboard Hot Country Songs. В альбоме приняли участие такие музыканты, как гитарист и певец Кларенс Уайт из группы The Byrds, Берни Лидон (впоследствии один из основателей группы Eagles), гитарист Рэд Родес и клавишник и басист Ларри Нечтел.
Альбом получил положительные отзывы музыкальных критиков и интернет-изданий: AllMusic, Rolling Stone.

## Список композиций
| №  | Название                                                                            | Автор(ы)                     | Длительность |
| -- | ----------------------------------------------------------------------------------- | ---------------------------- | ------------ |
| 1. | «Baby, You've Been on My Mind» (оригинальное название: «Mama, You Been On My Mind») | Боб Дилан                    | 2:31         |
| 2. | «Silver Threads and Golden Needles»                                                 | Dick Reynolds, Jack Rhodes   | 2:19         |
| 3. | «Bet No One Ever Hurt This Bad»                                                     | Рэнди Ньюман                 | 2:41         |
| 4. | «A Number and a Name»                                                               | Tom Campbell, Steve Gillette | 3:03         |
| 5. | «Only Mama That’ll Walk the Line»                                                   | Ivy J. Bryant                | 2:28         |
| 6. | «The Long Way Around»                                                               | Ken Edwards                  | 2:17         |

| №                   | Название                                                         | Автор(ы)            | Длительность |
| ------------------- | ---------------------------------------------------------------- | ------------------- | ------------ |
| 1.                  | «Break My Mind»                                                  | John D. Loudermilk  | 2:52         |
| 2.                  | «I'll Be Your Baby Tonight»                                      | Bob Dylan           | 3:43         |
| 3.                  | «It's About Time»                                                | Chip Douglas        | 3:05         |
| 4.                  | «We Need a Whole Lot More of Jesus (And a Lot Less Rock & Roll)» | Wayne Raney         | 2:30         |
| 5.                  | «The Dolphins»                                                   | Fred Neil           | 4:21         |
| Общая длительность: | Общая длительность:                                              | Общая длительность: | 31:50        |

## История релиза
| Регион           | Дата      | Формат | Лейбл           | Ссылка |
| ---------------- | --------- | ------ | --------------- | ------ |
| Северная Америка | март 1969 | LP     | Capitol Records | [ 5 ]  |